# Thereva subfulva
Thereva subfulva är en tvåvingeart som beskrevs av Krober 1912. Thereva subfulva ingår i släktet Thereva och familjen stilettflugor. Inga underarter finns listade i Catalogue of Life.